# 巴黎 (愛達荷州)
巴黎（英語：Paris）是一個位於美國愛達荷州貝爾萊克縣的城市。根據2010年美國人口普查，該地人口為513人，而該地的面積約為9.11平方千米。同時該地也是貝爾萊克縣的縣治。

## 地理
巴黎的座標為42°13′40″N 111°23′58″W / 42.22778°N 111.39944°W，而該地的平均海拔高度為1818米（即5965英尺）。